# 特氏齊胡爬鰍
特氏齊胡爬鰍（學名：Dzihunia turdakovi）為輻鰭魚綱鯉形目條鰍科齊胡爬鰍屬的其中一種。分布於亞洲吉爾吉斯的淡水流域，體長可達6.8公分，棲息在礫石底層水域，生活習性不明。

## 扩展阅读
維基物種上的相關：特氏齊胡爬鰍